# Picerthie de Saint-Hilaire
Lochmias nematura
Genre
Espèce
Statut de conservation UICN

 LC  : Préoccupation mineure
Le Picerthie de Saint-Hilaire (Lochmias nematura) est une espèce de passereaux de la famille des Furnariidae, la seule représentante du genre Lochmias.

## Description
Il mesure environ 15 cm de long, avec une queue courte et une bec long, mince, légèrement courbé. Le plumage est brun foncé, densément tacheté de blanc sur le dessous. Il a une bande blanche sur l'œil et la queue est noirâtre. Le chant est un trille s'accélérant, d'une durée d'environ cinq secondes.

## Habitat
Il habite près des ruisseaux, dans les forêts humides de montagne.

## Alimentation
Il se nourrit sur le sol d'insectes et d'autres invertébrés.

## Comportement
Il vit généralement seul ou en couple et est souvent timide et difficile à voir.

## Reproduction
Le nid est en forme de boule avec une entrée sur le côté et est construit sur le sol

## Sous-espèces
D'après la classification de référence (version 5.2, 2015) du Congrès ornithologique international, cette espèce est constituée des six sous-espèces suivantes (ordre phylogénique) :
- Lochmias nematura nelsoni - Panama (est de Darién) ;
- Lochmias nematura chimantae - sud du Venezuela ;
- Lochmias nematura castanonotus - sud-est du Venezuela ;
- Lochmias nematura sororius - Colombie, Équateur, nord du Venezuela, nord-est du Pérou ;
- Lochmias nematura obscuratus - Pérou, Bolivie ;
- Lochmias nematura nematura - sud-est du Brésil, nord-est de l'Argentine, est du Paraguay, nord de l'Uruguay.